# گورستان ورنوسفادران
گورستان ورنوسفادران مربوط به دوره صفوی - دوره قاجار است و در خمینی شهر، بین خیابان شهید مطهری و آیت الله صهری واقع شده و این اثر در تاریخ ۱۷ اسفند ۱۳۸۱ با شمارهٔ ثبت ۷۶۶۲ به‌عنوان یکی از آثار ملی ایران به ثبت رسیده است.